# Шинка-Ноуе (комуна)
Шинка-Ноуе (рум. Șinca Nouă) — комуна у повіті Брашов в Румунії. До складу комуни входять такі села (дані про населення за 2002 рік):
- Палтін (160 осіб)
- Шинка-Ноуе (1426 осіб) — адміністративний центр комуни

Комуна розташована на відстані 155 км на північний захід від Бухареста, 28 км на захід від Брашова.

## Населення
У 2009 році у комуні проживали 1705 осіб.